# Flaggen der Deutschen Arbeitsfront
Die Flaggen der Deutschen Arbeitsfront (1933–1945) waren die in der Zeit des Nationalsozialismus verwendeten Fahnen und Wimpel des Einheitsverbandes der Arbeitnehmer und Arbeitgeber (DAF).

## Fahnen, Fabrik- und Podiumflaggen

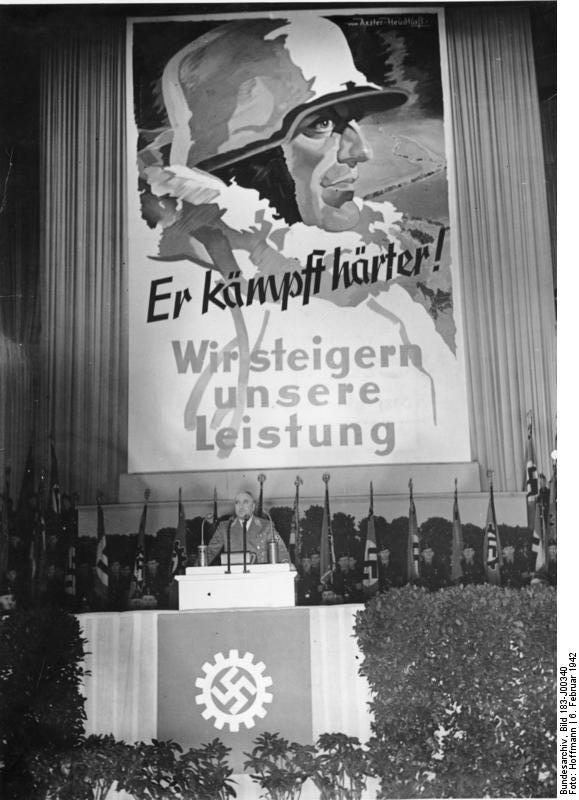
Robert Ley spricht hinter einer Podiumflagge der Deutschen Arbeitsfront (Berlin, Februar 1942)

Ab dem Jahr 1934 wurden den Betriebseinheiten der DAF mit über 200 Mitgliedern eigene, offizielle Fahnen zugewiesen. Diese bestanden aus einem 140 cm langen und 120 cm hohen, roten Tuch. Im Zentrum der Fahne befand sich auf einer weißen Kreisscheibe das Symbol der DAF, ein schwarzes Zahnrad mit 14 Zähnen, in dessen Innerem sich ein schwarzes Hakenkreuz befand. Diese ersten Fahnen besaßen noch keine Fransen am Rand und die Spitze der Fahnenstange trug ein einfaches Hakenkreuz. Ursprünglich sollte das symbolische Zahnrad der DAF noch 17 Zähne besitzen, so dass die Möglichkeit besteht, dass in den Anfangsjahren auch Fahnen mit solchen Zahnrädern hin und wieder hergestellt worden sind. Im Laufe des Jahres 1934 hergestellte Modifikationen führten schließlich Anfang des Jahres 1935 zu einer endgültigen Version, indem die weiße Kreisscheibe wegfiel und letztendlich das Zahnrad nur eine schmale, weiße Umrandung erhielt. Ab dem Jahr 1937 wurden den Fahnen silberne Fransen hinzugefügt. Die Zahl der Befestigungsringe an der Fahnenstange, dessen Spitze nun auch ein Zahnrad zeigte, wurde auf acht festgelegt.
Je nach Zugehörigkeit der Einheit wurden in der linken oberen Ecke des Tuchs Fahnenspiegel angebracht: Für Kreisverwaltungen gab es einen rotbraunen Spiegel mit schwarzer Borte, während Ortsverwaltungen einen hellbraunen Spiegel mit hellblauer Borte erhielten. Der Name der Verwaltung wurde in weißen, gotischen Buchstaben aufgebracht. Betriebe bzw. Fabriken führten den Spiegel der Ortsverwaltung mit der zusätzlich angebrachten Nummer des Betriebes in weißen, arabischen Ziffern.
Um für Hitlers Kriegsziele die Arbeitsleistung der Betriebe zu erhöhen, wurde am 1. September 1936 der Ehrentitel eines Nationalsozialistischen Musterbetriebes eingeführt. Diesen Titel erhielten Betriebe, die die propagierte NS-Lebensgemeinschaft am besten umzusetzen in der Lage waren. Neben anderen Auszeichnungen erhielten fortan jeweils am 1. Mai des Jahres derartige Musterbetriebe das Recht zur Führung einer besonderen Musterbetriebs-Fahne („Goldene DAF-Fahne“) zugestanden. Hierbei handelte es sich um eine Wanderfahne, da der Titel jeweils nur für ein Jahr vergeben wurde. Aus diesem Grunde trugen derartige Fahnen auch keinen Fahnenspiegel. Die Musterbetriebs-Fahnen glichen den üblichen Tragefahnen, zeigten jedoch ein goldfarbenes, schwarz eingefasstes Zahnrad. Das Hakenkreuz wurde zusätzlich schwarz-weiß gerändert. Fahnenspitze und Fransen waren goldfarben.
Nach Beginn des Krieges im September 1939 wurde der Leistungskampf der Betriebe und somit die Verleihung der Fahnen eingestellt, um in neuer Form ab dem Jahr 1941 als Kriegs-Leistungskampf der deutschen Betriebe wiederaufzuleben. Folglich wurden neue Fahnen für die nun so genannten Kriegs-Musterbetriebe vergeben. Diese entsprachen in allem den Vorgängerversionen mit der Besonderheit der Wiedergabe des Kriegsverdienstkreuzes 1. Klasse (ohne Schwerter) am fliegenden Ende der Fahne. Zusätzlich wurde eine sogenannte Kriegs-Ehrenfahne eingeführt, für Betriebe, die keine Musterbetriebe waren, jedoch die Leistungen für kriegswichtige Ziele erfüllten. Diese Fahne entsprach der normalen Tragefahne der DAF, jedoch mit dem Hakenkreuz der Musterbetriebe, sowie dem Kriegsverdienstkreuz ausgestattet.

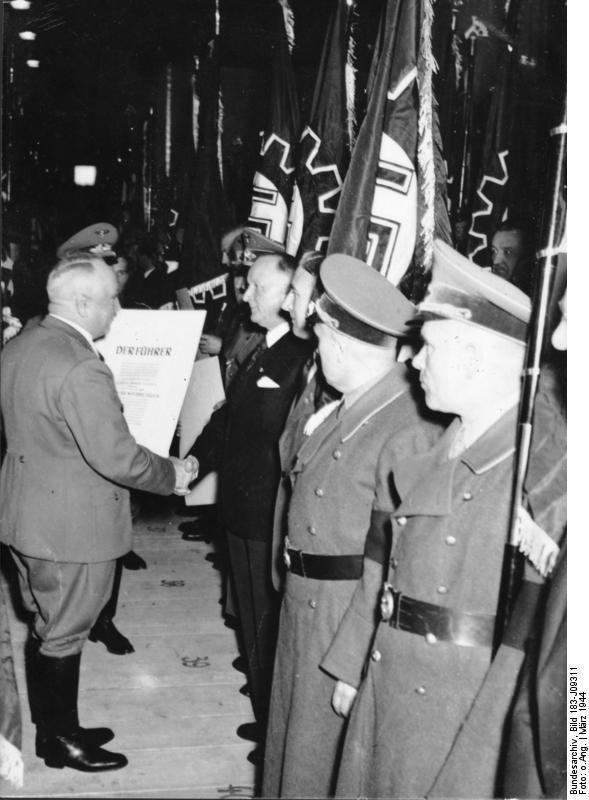
Robert Ley zeichnet Kriegsmusterbetriebe aus (März 1944)

1
2
3
4
5

1 = Tragefahne der DAF (hier Ortsgruppe „Rheine“, Betrieb Nr. 6), Version ab 1937

2 = Tragefahne der DAF (hier Kreisverwaltung „Aalen“), Version ab 1937

3 = DAF Musterbetriebsfahne (Goldene Fahne der DAF)

4 = Kriegs-Ehrenfahne mit Kriegsverdienstkreuz 1. Klasse ohne Schwerter

5 = Kriegs-Musterbetriebsfahne mit Kriegsverdienstkreuz 1. Klasse ohne Schwerter
Um zu Propagandazwecken auch der Öffentlichkeit zu zeigen, welche Betriebe mit besonderen Ehrentiteln ausgezeichnet worden waren, wurden alle Fahnen auch als Fabrikflaggen hergestellt und sichtbar vor bzw. auf den Gebäuden angebracht. Fransen wurden dabei durch einfache Umrandungen ersetzt. Die Flaggenmaste waren einfach gestaltet. Bei der Kriegs-Musterbetriebs-Flagge wurde das Zahnrad nebst Hakenkreuz nach links versetzt angebracht.
Bei Reden von DAF-Funktionären wurden Tribünen bzw. Podien mit Flaggen verhüllt, die das Zeichen der Deutschen Arbeitsfront zeigten. Diese waren von unterschiedlicher Größe und nicht einheitlich gestaltet.
- 1
- 2
- 3
- 4
- 5

1 = Allgemeine Flagge der DAF

2 = Musterbetriebs-Flagge

3 = Kriegs-Ehrenflagge

4 = Kriegs-Musterbetriebs-Flagge

5 = Tribünen- und Podiumflagge (Bsp.)

## Fahrzeugflaggen
Höheren Funktionären bzw. Leitern der Deutschen Arbeitsfront war es gestattet, ihre Fahrzeuge mit besonderen Standern zu versehen. Dazu wurden bereits im Jahr 1934 durch eine Anordnung der Reichszeugmeisterei Flaggen festgelegt. Für den Leiter der DAF, Robert Ley, wurde ein Dienststander von 30 × 30 cm Größe festgelegt, der auf dem linken Fender des Fahrzeugs angebracht wurde. Am rechten Fender führte er zusätzlich den Stander eines Reichsleiters.
Gauobmänner und Leiter der Ämter im Zentralbüro führten einen Wimpel in der Größe 25 × 37 cm. Diesen Wimpel durften auch Leiter von Reichsbetriebsgemeinschaften am Fahrzeug anbringen.
Für andere Leiter der DAF war ein einfacher roter Wimpel mit dem DAF Symbol in Verwendung, der in einer Variante mit einem zusätzlichen weißen Feld am oberen Ende ausgestattet war. Dieses konnte vermutlich bei Bedarf mit einer näheren Einheitsbezeichnung versehen werden.

1
2
3
4
5

1
2
3
4

1 = Dienststander des Leiters der DAF

2 = Dienststander (-wimpel) für Gauobmänner und Leiter der Ämter im Zentralbüro

3 = DAF Kfz.-Wimpel

4 = DAF Kfz.-Wimpel mit Identifikationsfeld

## Flaggen und Wimpel der NS-GemeinschaftKraft durch Freude
Die Gemeinschaft Kraft durch Freude (KdF) war eine Unterorganisation der Deutschen Arbeitsfront, die die Aufgabe hatte, die Freizeit der Bevölkerung gleichzuschalten. Als solche wurde sie vermutlich bereits ab dem Jahr 1933 mit diversen Flaggen ausgestattet. Das Symbol der KdF-Organisation war das Zahnrad nebst Hakenkreuz umgeben von einem stilisierten Sonnenrad, das auf einer Flagge mit rotem Tuch dargestellt wurde. Von dieser Flagge existierten unterschiedliche Varianten, bei denen z. B. das Symbol innerhalb einer weißen Kreisscheibe abgebildet wurde. Auch wurde das Hakenkreuz entweder schwarz oder rot ausgeführt. Auf den KdF-Schiffen wurde das Sonnenradsymbol auf einem weißen Grundtuch abgebildet, während Flaggen, die bei sportlichen Veranstaltungen gezeigt wurden, einen roten Rand besaßen. Alle KdF-Schiffe führten im Topp des Großmastes einen weißen KdF-Wimpel, der in roten, meist gotischen Buchstaben, die Aufschrift „Kraft durch Freude“ besaß.

1
2
3
4

1 = KdF-Flagge

2 = KdF-Schiffsflagge

3 = KdF-Sportflagge

4 = KdF-Schiffswimpel